# 彼得格勒区

位置

59°57′43″N 30°18′23″E / 59.96194°N 30.30639°E
彼得格勒区（羅馬化：Petrogradsky rayon）是圣彼得堡的一个行政区，它北面和东面到大涅夫卡河，南到涅瓦河，西到小涅瓦河。2010年人口124,790人。

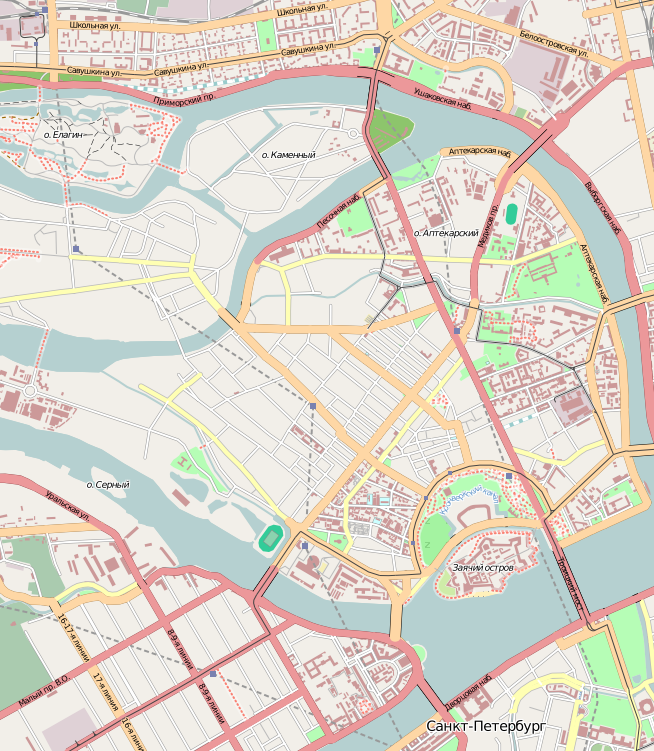
地图

该区的发展开始于1703年5月，彼得大帝在兔子岛兴建彼得保罗要塞。随着时间的推移，19世纪和20世纪初，工匠和军人在彼得格勒岛定居，人口增加，逐渐繁荣起来。本区成立于1917年，1936年拆分出滨海区。目前的边界定型于1973年。

## 友好城市
- 盐城市（中国江苏省）